# Rascló de clatell vermell
El rascló de clatell vermell (Hypotaenidia philippensis) és una espècie d'ocell de la família dels ràl·lids (Rallidae) que habita aiguamolls, pantans, manglars, boscos i altres hàbitats a un bon nombre d'illes, des de les Filipines, Sulawesi i Flores, cap a l'est, per les Moluques, Nova Guinea, Arxipèlag de Bismarck, República de Palau, Vanuatu, Salomó, Fiji, Wallis i Futuna, Samoa, Tonga, Niue i Norfolk, fins zones costaneres d'Austràlia i illes properes, Tasmània, Nova Zelanda i les illes Auckland i Macquarie.